# Урикани (Јаши)
Урикани (рум. Uricani) насеље је у Румунији у округу Јаши у општини Мирослава. Oпштина се налази на надморској висини од 60 m.

## Становништво
Према подацима из 2002. године у насељу је живело 847 становника, од којих су сви румунске националности.